# Spaliti nakon čitanja
Spaliti nakon čitanja (eng. Burn After Reading) je crna komedija braće Coen iz 2008. U glavnim ulogama pojavljuju se John Malkovich, George Clooney, Tilda Swinton, Frances McDormand i Brad Pitt. U SAD-u je objavljen 12. rujna 2008., a 17. listopada u Ujedinjenom Kraljevstvu. Film je 27. kolovoza 2008. premijerno prikazan na Venecijanskom filmskom festivalu.

## Radnja
Osbourne Cox je analitičar CIA-e koji daje otkaz nakon što je degradiran zbog problema s pićem. Odluči napisati memoare o svojem životu u CIA-i. Njegova supruga, pedijatrica Katie Cox, želi se razvesti od Osbournea, a na savjetovanju kod odvjetnika za razvode, iskopira mnoge njegove osobne i financijske dokumente s njegova računala na optički disk. Odvjetnikova tajnica slučajno ostavi disk u Hardbodiesu, teretani. Nakon što je njezin muž podnio papire za razvod, Katie promijeni brave kako bi ga udaljila od njihove kuće.
Zaposlenik u teretani, Chad Feldheimer, dobiva disk od čuvara teretane. Vidjevši sadržaj memoara, pretpostavi kako su to strogo povjerljive informacije i financijski podaci koji su šifrirani. Zajedno sa svojom kolegicom, zaposlenicom teretane Lindom Litzke, namjerava iskoristiti disk kako bi ucijenio Osbournea; Linda želi novac kako bi mogla platiti nekoliko plastičnih operacija. Chad se sastane s Osbourneom, koji odbije platiti i udari ga u nos. Linda zatim odluči odnijeti informacije u rusko veleposlanstvo. U veleposlanstvu predaje disk Rusima, obećavši kako će im kasnije dati još podataka. Kako Linda i Chad nemaju nemaju više informacija, odluče provaliti u Coxovu kuću.
Katie održava vezu s Harryjem Pfarrerom, zavodnikom iz Ministarstva financija, koji se useli u njenu kuću. Ali igrom slučaja on je nedavno upoznao Lindu preko interneta i počeo vezu i s njom. Chad provali u Coxovu kuću nakon što je vidio kako Harry i Katie odlaze. Međutim, Harry se vraća, pronalazi Chada, i slučajno ga ustrijeli posred lica. Linda je rekla Chadu da ne nosi nikakve identifikacijske isprave i da istrgne sve etikete s odjeće; nakon što ga Harry ugleda, pomisli kako je Chad bio špijun i riješi se tijela.
Nekoliko dana poslije, paranoičan otkako je ubio Chada, Harry napušta Coxovu kuću nakon svađe s Katie. Na odlasku uspije uhvatiti čovjeka koji ga je već neko vrijeme pratio, misleći kako radi za CIA-u ili neku drugu vladinu agenciju. Harry otkriva da čovjek radi za brakorazvodnu tvrtku koju je angažirala njegova žena koja, kako se kasnije otkriva, i sama vara Harryja. Harry ostane shrvan i ode na spoj s potresenom Lindom, koja mu se povjeri kako je njezin prijatelj Chad nestao; on joj pristane pomoći.
Sljedećeg jutra, Harry i Linda se sastaju u parku, a ona mu dadne informacije o Chadovu nestanku. Nakon što je shvatio da je Chad čovjek kojeg je ubio, postaje još paranoičniji i pobjegne u strahu, pretpostavljajući kako je i Linda špijun. Linda se zatim obrati Tedu Treffonu, upravitelju Hardbodiesa, koji je zaljubljen u nju. Vjerujući kako su Chada oteli Rusi, on pristane da potraži dodatne informacije na Osbourneovu računalu. Ali Cox, saznavši kako je Katie ispraznila bankovni račun, odluči provaliti u vlastitu kuću sa sjekirom i uzeti joj nakit. Vidjevši Teda za svojim računalom, Osbourne ga ustrijeli. Ted preživi i pobjegne iz kuće, ali Osbourne zgrabi sjekiru i ubije ga usred dana.
Film završava povratkom u sjedište CIA-e, gdje službenik i njegov direktor pokušavaju shvatiti što se dogodilo: Chad je mrtav, Ted je mrtav, Osbourne je u vegetativnom stanju nakon što ga je ustrijelio agent dok je napadao Teda, a Harry i Linda su uhićeni. Harry se pokušao ukrcati na let za Venezuelu, a direktor ga odluči pustiti jer im je izvan jurisdikcije. Linda obeća kako će šutiti ako će joj CIA platiti plastične operacije. Zbunjeni agenti CIA-e pristanu na njene uvjete, ali shvate kako su naučili lekciju: neće ponavljati ono što se dogodilo u ovom slučaju; iako im i dalje ostaje nejasno što su to uopće naučili, ako su išta naučili.

## Glumci
- John Malkovich kao Osbourne Cox[2]
- Frances McDormand kao Linda Litzke
- Brad Pitt kao Chad Feldheimer
- George Clooney kao Harry Pfarrer
- Tilda Swinton kao Katie Cox
- Richard Jenkins kao Ted Treffon
- Elizabeth Marvel kao Sandy Pfarrer
- David Rasche kao Službenik CIA-e
- J. K. Simmons kao Direktor CIA-ina odjela
- Devin Rumer kao pratitelj
- Olek Krupa kao Krapotkin

## Produkcija
Working Title Films producirao je film za Focus Features, koji ima prava na svjetsku distribuciju.
Spaliti nakon čitanja bio je prvi film braće Coen nakon Millerova raskrižja na kojem nije radio snimatelj Roger Deakins. Emmanuel Lubezki, snimatelj Sanjive doline i Djece čovječanstva, četiri puta nominiran za Oscar, preuzeo je tu ulogu. Mary Zophres bila je kostimografkinja, čime je označila osmu suradnju s Coenovima. Carter Burwell, skladatelj koji je radio s braćom na prethodnih 11 filmova, skladao je glazbu za film. Burwell i Coenovi još su na početku produkcije odlučili kako će koristiti mnogo perkusijskih instrumenata, za koje su redatelji smatrali kako odražavaju uobraženost likova. Joel Coen je rekao kako su htjeli glazbu koja će biti "nešto veliko i bombastično, nešto što zvuči važno, a zapravo je besmisleno."
Spaliti nakon čitanja bio je prvi originalni scenarij Coenovih nakon filma Čovjek kojeg nije bilo iz 2001. Ethan Coen je usporedio film s političkim romanom Advise and Consent te ga nazvao "našom verzijom neke vrste Tony Scott/Jason Bourne filma, samo bez eksplozija." Joel Coen je rekao kako je namjeravao osmisliti špijunski film jer "nikad ga prije nismo snimili", ali je smatrao kako je konačni rezultat bio više film o paranoičnom junaku nego špijunska priča. Dodao je kako film nije zamišljen kao komentar ili satira grada Washingtona.
Dijelovi scenarija napisani su dok su braća pisali adaptaciju romana Nema zemlje za starce. Coenovi u osmislili likove računajući kako će ih utjeloviti George Clooney, Brad Pitt, Frances McDormand, John Malkovich i Richard Jenkins, a scenarij je izveden iz želje Coenovih da ih uključe u "zabavnu priču." Ethan Coen rekao je kako je Pittov lik djelomično inspiriran reklamom za boju za kosu koju je glumac snimio. Tilda Swinton, koja je angažirana kasnije od ostatka glumačke ekipe, bila je jedna od glavnih glumaca čiji lik nije bio napisan posebno za nju. Coenovi su imali problema s organiziranjem kalendara snimanja zbog uključenosti glumaca s A-liste.
Production Weekly, internetski časopis zabavne industrije, pogrešno je izvijestio u listopadu 2006. kako je Spaliti nakon čitanja djelomična adaptacija Burn Before Reading: Presidents, CIA Directors, and Secret Intelligence, memoara bivšeg direktora američke obavještajne agencije Stansfielda Turnera. Iako su obje priče povezane s CIA-om i izvode naslov iz izraza za strogu povjerljivost, scenarij braće Coen nema veze s Turnerovom knjigom; bez obzira na to, glasina nije razjašnjena sve do članka u Los Angeles Timesu više od godinu dana kasnije.
Snimanje se odvijalo oko Brooklyn Heightsa, jer su Coenovi htjeli ostati u New Yorku kako bi bili sa svojim obiteljima. Druge scene snimljene su u Paramusu u New Jerseyju, Okrugu Westchester u New Yorku i Washingtonu. Snimanje započelo 27. kolovoza 2007., a dovršeno je 30. listopada 2007. "Coenovi su vrlo ugodni: pametni, duhoviti, vrlo određeni oko toga što žele ali nikad posesivni kao što neki ljudi mogu biti", rekao je John Malkovich, kojem je ovo bio prvi film s Coenovima. Film je premijerno prikazan na Venecijanskom filmskom festivalu, gdje je među 21 filmom ušao u natjecanje za Zlatnog lava.
Braća Coen rekla su kako je idiotizam najvažnija tema filma; Joel je rekao kako su on i njegov brat "imali veliko iskustvo pisanja uloga za idiotske likove" te opisao Clooneyjeva i Pittova lika kao "sukobljavajuće idiote." Spaliti nakon čitanja je treći film braće Coen s Clooneyjem (Tko je ovdje lud? i Razvedi me, zavedi me), koji je rekao kako u njihovim filmovima obično igra budalu: "Snimio sam tri filma s njima i nazvali su ih idiotskom trilogijom." Joel je nakon snimanja zadnje scene rekao, "George je rekao: 'OK, odigrao sam svojeg posljednjeg idiota!' Zato mislim da više neće surađivati s nama." Pitt, koji u filmu glumi posebno neinteligentnog lika, komentirao je svoju ulogu riječima, "Nakon što sam pročitao ulogu, za koju su rekli kako je napisana posebno za mene, nisam bio siguran trebam li biti polaskan ili uvrijeđen." Pitt je dodao kako je nakon čitanja scenarija rekao Coenovima da ne želi ulogu jer je lik takav idiot: "Nastala je stanka i Joel je rekao... 'Bit ćeš dobar.'"
Nakon jesenske pretpremijere, Entertainment Weekly je napisao kako John Malkovich "s lakoćom izaziva najviše smijeha" među glumačkom postavom kao psovački nastrojen bivši dužnosnik CIA-e. Prva scena u kojoj je Malkovich nastupio bio je telefonski poziv tijekom kojeg on nekoliko puta opsuje Bradu Pittu i Frances McDormand. Ali Malkovich nije mogao biti u tonskom studiju za snimanje poziva jer je imao probu kazališnog komada, pa je izgovorio rečenice iz svog stana u Parizu. "Bilo je jako kasno i ja sam vrištao koliko su mi to pluća dopuštala. Bog zna što su susjedi mislili", komentirao je glumac. Tilda Swinton glumi Malkovichevu ženu koja se upušta u vezu s Georgeom Clooneyjem, iako se dvoje junaka ne slažu najbolje. Clooneyjevi i Swintonini likovi bili su u neprijateljskim odnosima i u njihovom prethodnom zajedničkom filmu, Michael Clayton, što je nagnalo Clooneyja da na kraju snimanja kaže Swinton, "Možda jednog dana snimimo zajednički film u kojem ćemo jedno drugom reći nešto lijepo." "Vrlo sam sretna što vičem na njega. To je vrlo zabavno", komentirala je Swinton dinamiku filma.
Joel Coen je rekao kako je stroj koji je konstruirao lik Georgea Clooneyja inspiriran strojem koji je jednom vidio u rekviziterskoj zgradi, te jednim drugim kojeg je vidio u Muzeju seksa u New Yorku.

## Reakcije

### Kritike
Recenzije za Spaliti nakon čitanja bile su općenito pozitivne. Prema podacima od 15. rujna 2008., film na Rotten Tomatoesu ima 79 posto pozitivnih recenzija od njih 147 ukupno. Film je prošao najgore kod elitnih kritičara, uz rezultat od 56 posto na temelju 36 recenzija. The Times, koji je filmu dao četiri od pet zvjezdica, usporedio ga je s filmovima Coenovih Arizona Junior i Fargo u smislu njegova "divljeg ukusa za kreativno nasilje i pomalo podrugljivog detaljnog oka." Recenzija kaže kako je posvećenost detalju tako nepogrešiva da "Coenovi čak mogu izazvati smijeh i dobro postavljenom fotografijom Vladimira Putina", a komplimentirana je i glazba Cartera Burwella, koja je opisana kao "najparanoičnija filmska glazba od neurotičnog soundtracka Quincyja Jonesa za film The Anderson Tapes." Andrew Pulver, filmski kritičar The Guradiana nazvao je film "pomno osmišljenom, glatko vođenom špijunskom komedijom koja ne može biti u većem kontrastu s posljednjim filmom braće Coen, krvavim, jezivim Nema zemlje za starce." Pulver, koji je također ocijenio film s četiri od pet zvjezdica, rekao je kako je film "vjerojatno najsretnija avantura Coenovih sa zahtjevima hollywoodske A-liste." Pulver je rekao kako je Brad Pitt smiješniji nego ikad, a u usporedbi s drugim filmovima Coenovih, Spaliti nakon čitanja najviše podsjeća na Razvedi me, zavedi me. Kritičar The Hollwood Reportera Kirk Honeycutt komplimentirao je glumcima na njihovim komičnim izvedbama i napisao kako su braća Coen "uzeli neke od najboljih i najskupljih filmskih glumaca i ubacili ih u Looney Tunes uloge u trileru." Honeycutt je dodao da "treba vremena da se prilagodite ritmu i subverzivnom humoru filma jer je zaista anti-špijunski triler u kojem ništa nija na kocki, nitko ne nastupa inteligentno i sve završava loše."
Todd McCarthy iz časopisa Variety napisao je iznimno negativnu recenziju filma, za koji je rekao kako "pokušava spariti seksualnu farsu sa satirom paranoičnog političkog trilera, uz nezgrapni ishod." McCarthy je rekao kako je talentirana glumačka postava bila prisiljena glumiti likove iz crtanih filmova, opisavši glazbu Cartera Burwella "neobično nadutom". Kritičar Timea Richard Corliss rekao je kako nije shvatio što su braća Coen namjeravali postići filmom, a nakon opisa radnje, piše, "Imam neugodan osjećaj da sam Spaliti nakon čitanja učinio zabavnijim nego što on doista jest. Ledena neosjetljivost filma, njegov odmak od spletki, ostavili su me hladnog i zbunjenog." Corliss je komplimentirao Richardu Jenkinsu i J.K. Simmonsu za njihove kratke sporedne uloge. David Denby iz The New Yorkera rekao je kako film ima nekoliko smiješnih scena, ali su one "ugušene budalastom radnjom koja je tako blijeda i neduhovita da zamrzava vaš odgovor nakon nekih četrdeset i pet minuta." Denby je kritizirao i obrazac nasilja u filmu, u kojem nevini ljudi umiru brzo, a krivci prolaze nekažnjeni. "Ti ljudi ne znače mnogo braći Coen; teško da je iznenađenje da i nama ne znače mnogo. (...) Čak i crna komedija zahtijeva da filmaši vole nekoga, a okrutnosti izvrgnute ruglu u Spaliti nakon čitanja ispadaju kao neizlječivi slučaj mizantropije."
Leah Rozen, iz časopisa People, rekla je kako se "neumoljiva glupost i tupavo ponašanje likova isprva čini zabavnim, ali s vremenom dosadi." No, Rozen je dodala kako su izvedbe faktori iskupljenja, pogotovo Pittova, kojeg je opisala kako se ističe i "u isto vrijeme uspijeva biti nepatvoren i iznijansiran."

### Box office
Film je tijekom prvog vikenda prikazivanja zaradio 19,1 milijuna dolara u 2,651 kinu u SAD-u i Kanadi, čime je zasjeo na prvu poziciju. Prema podacima od 23. listopada 2008., na sjevernoameričkom je tržištu zaradio 57,529,344 dolara.

## Kućna izdanja
DVD i Blu-ray izdanja Spaliti nakon čitanja trebala bi biti objavljena 23. prosinca 2008.

## Vanjske poveznice
- Službena stranica  Arhivirana inačica izvorne stranice od 7. rujna 2008. (Wayback Machine)
- Spaliti nakon čitanja u internetskoj bazi filmova IMDb-a
- Spaliti nakon čitanja na Box Office Mojo
- Spaliti nakon čitanja na Rotten Tomatoesu